# Norbert Krief
Pour les articles homonymes, voir Krief.
Norbert Krief, né le 17 juillet 1956 à Tunis, plus connu sous le diminutif de Nono, est un guitariste français, cofondateur du groupe de hard rock Trust en 1977, composé au départ par Bernard « Bernie » Bonvoisin (chant), Raymond « Ray » Manna (basse), et Jean-Émile « Jeannot » Hannela (batterie).

## Biographie
Né à Tunis en 1956, Norbert « Nono » Krief arrive en France à l'âge de six mois.

## Trust
Il commence sa carrière professionnelle en 1976 comme guitariste au Club Méditerranée au Maroc à Al Hoceïma, dans un orchestre de reprises de variété.  C'est lors de cette expérience qu'il fait la connaissance d'un vacancier (Bruno Recrosio) avec lequel il se lit d'amitié et à qui il fait part de son envie de rejoindre un groupe de rock. En 1977, de retour à Paris, c'est par l'intermédiaire de cet ami qu'il rencontre Bernie Bonvoisin (chant) et Raymond Manna (basse) avec qui il fonde le groupe Trust. Plusieurs batteurs se succèdent (dont Kamel Benelmabrouk) avant que Jean-Émile Hanela s'installe plus durablement  à ce poste.
Entre 1979 et 1985, Trust devient dès son premier album le groupe phare de toute une génération (notamment avec la chanson Antisocial) en vendant plusieurs millions d'albums. Durant ces années, le  groupe effectue des tournées marathon en France et en Europe, dont trois tournées en Angleterre dont la dernière en tête d'affiche. 
Après une première dissolution, Trust se reforme brièvement en 1988  et donne deux concerts au Palais Omnisport de Paris Bercy, à l'occasion des Monsters of Rock, entourés de Iron Maiden, Anthrax et Helloween.
Trust va connaitre ensuite diverses reformations et mises en pause de 1993 à 2022 autour de Bernie Bonvoisin et Norbert Krief. Durant cette période, le groupe sort six albums et effectue de nombreuses tournées nationales.

## Johnny Hallyday
À partir de 1987 Norbert Krief est le guitariste attitré de Johnny Hallyday, avec qui il se produit sur scène lors des concerts à Bercy en 1987, 1990, 1992 et ceux du Parc des Princes en 1993.  Au terme de la tournée qui suit ce concert, Nono quitte Johnny à la suite d'une grosse proposition financière du label Warner Music pour reformer Trust.

## Autres projets et collaborations
Sous le nom de TOUCH (avec la chanteuse Stevie), il sort en 1995 l'album Marche avec moi, produit par Ruppert Hine pour EMI,,.

En 2000, il effectue une tournée française avec Chris Spedding.
En 2007, il forme avec Greg Zlap, (harmoniciste de Johnny Hallyday), Eric Thiévon à la batterie et Jean-Philippe Roux à la basse, le groupe Friendship Blues. Norbert Krief joue avec Steve Shehan sur la bande son du DVD d'Alain Robert, La légende de l'homme araignée, sorti en janvier 2009. Deux guitares portent son nom : en 2002 une Fender Stratocaster destinée au marché français, la « Nonocaster » et en 2009, une Gretsch, la « Nono Corvette G5135N ».
Son premier album solo est sorti le 6 juin 2011 et s'intitule Norbert Nono Krief sur lequel participent son frère Jean-Claude Krief, sa belle fille Adeline (alias Douce Angoisse), Greg Zlap, Erick Bamy, Pat Llabéria, Sylvain Léon Combettes, Dalida Chair, Thierry Tamain et d'autres amis musiciens.
Il intègre en 2012 le projet d'Eric Levy ERA, pour plusieurs concerts en 2012 et 2013, en Russie notamment, le groupe est composé de Leland Sklar à la basse, Karl Brazil à la batterie, Rob Harris, Eric Levy et Nono aux guitares, avec 40 choristes et orchestre symphonique.
Fin 2013 avec Yoan & Celine Manesse (YMCMProd)[réf. nécessaire] ils créent ensemble Solo l’Émission diffusée sur la chaine EnormeTV. Nono anime ensuite une chronique quotidienne sur la radio OÜI FM durant le 3e trimestre 2014,. Il est chargé de la programmation et direction artistique du Crossroad Blues Festival  d’Issy-les-Moulineaux pour les saisons 2014/2015/2016.
Il participe à la tournée 2015 "Autour de la Guitare" de Jean-Felix Lalanne avec Larry Carlton, Robben Ford, Christopher Cross, John Jorgenson, Michael Jones, Paul Personne, Axel Bauer, Jean Marie Ecay, Jack Ada & Laurent Roubach.

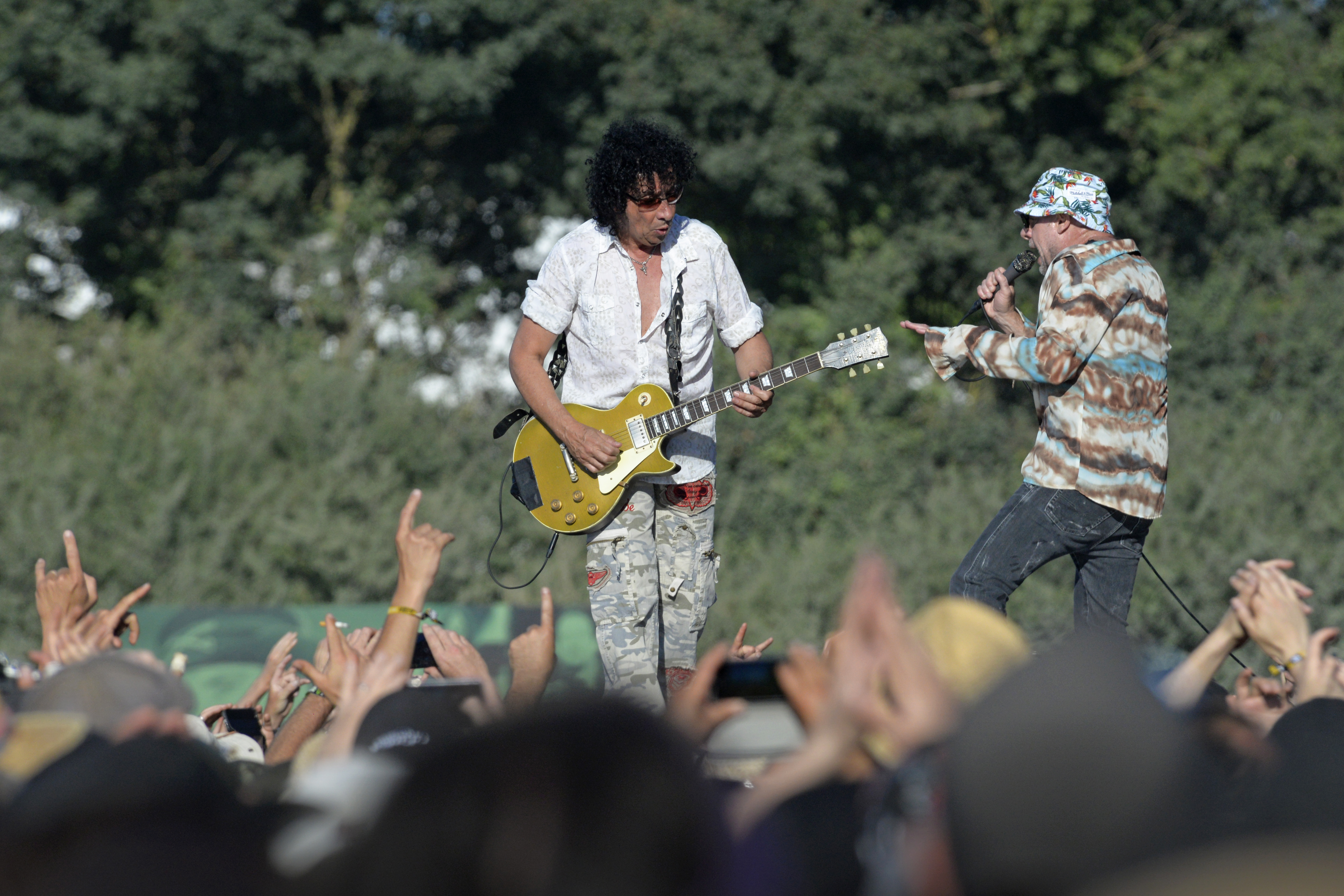
Norbert Krief en concert avec Trust au Hellfest 2017.

En 2018, Il prépare ensuite la sortie de son deuxième album solo avec son fils David "Sparte" Krief, Album "Father & Son" !
Il a également participé à de très nombreux albums pour différents artistes (notamment Jean-Jacques Goldman ou Florent Pagny) et figure sur plus de 150 albums.

## Discographie

### Album solo
- 2011 : Nono

### Avec Trust

#### Albums studio (versions françaises)

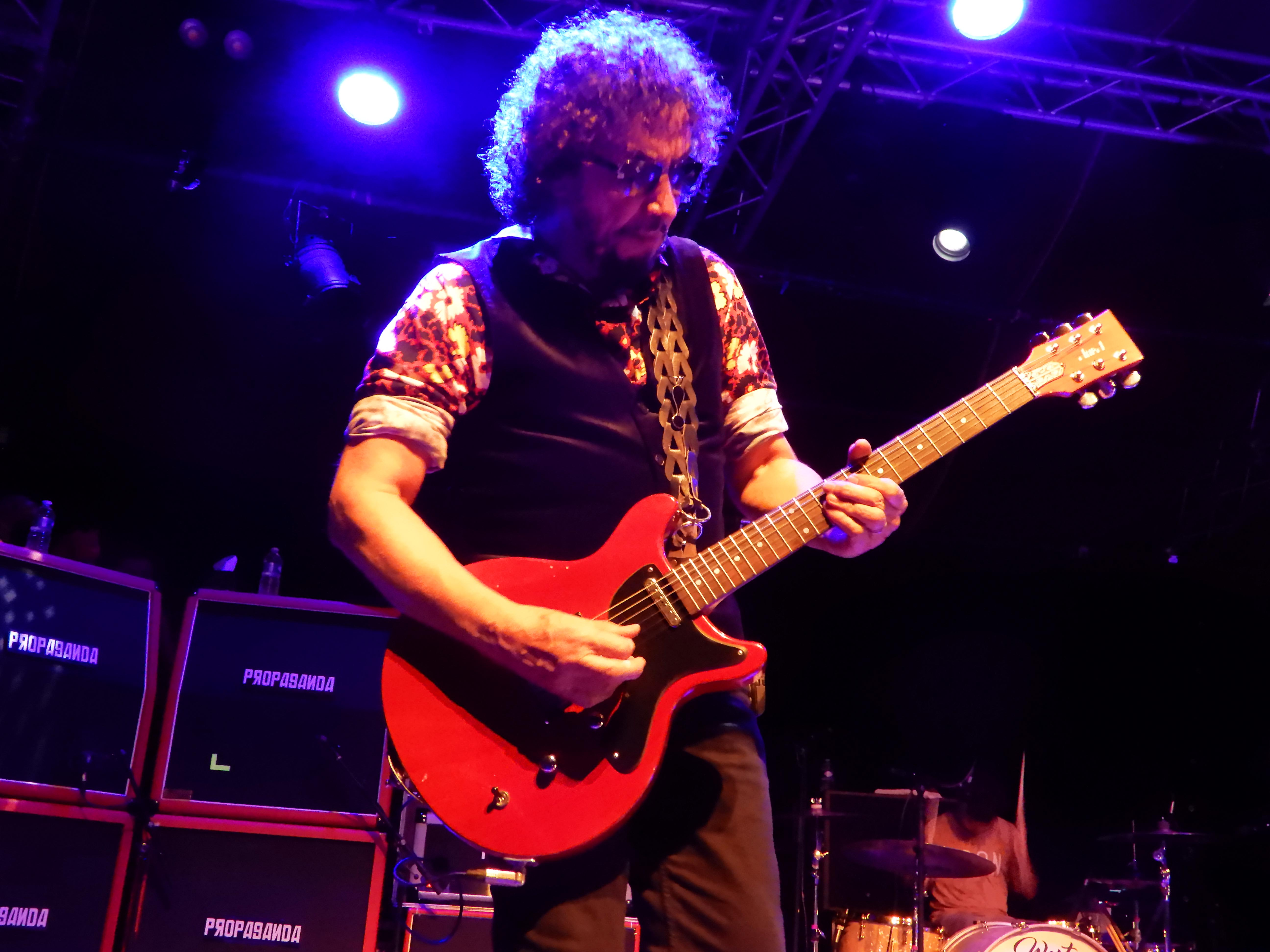
Norbert Krief à Rennes le samedi 26 novembre 2022

- 1979 : Trust (aussi appelé L'élite)
- 1980 : Répression
- 1981 : Marche ou crève
- 1983 : Trust IV (aussi appelé Idéal)
- 1984 : Rock'n'Roll
- 1988 : En attendant
- 1996 : Europe et haines
- 2000 : Ni Dieu ni maître
- 2008 : 13 à table
- 2018 : Dans le même sang
- 2019 : Fils de lutte
- 2020 : Recidiv
- 2022 : Propaganda

#### Albums studio (versions étrangères)
- 1980 : Repression (version anglaise de Répression)
- 1982 : Savage (version anglaise de Marche ou crève)
- 1984 : Man's trap (version anglaise de Trust IV)

#### Live
- 1988 : Paris by Night
- 1992 : Live (tournée Répression dans l'Hexagone de 1980)
- 1997 : A Live (tournée Insurrection dans l'Hexagone)
- 2000 : Still A-live
- 2006 : Campagne 2006 : Soulagez-vous dans les urnes !
- 2009 : À l'Olympia
- 2011 : Live au Rockpalast
- 2017 : Live at Hellfest 2017 (CD + DVD, Au nom de la Rage tour)

#### Compilations
- 1992 : Prends pas ton flingue
- 1993 : The Backsides
- 1997 : Anti best of
- 1997 : Gold
- 2004 : Le meilleur des années CBS
- 2008 : Trust: Le Best Of

### Avec Johnny Hallyday
- 1986 : Gang
- 1988 : Johnny à Bercy
- 1988 : Live at Montreux 1988 (inédit aux disques jusqu'en 2008)
- 1989 : Cadillac
- 1989 : Tournée d'Enfoirés
- 1991 : Dans la chaleur de Bercy
- 1991 : Ça ne change pas un homme
- 1992 : Urgence : 27 artistes pour la recherche contre le sida[20],[21]
- 1993 : Bercy 92
- 1993 : Parc des Princes 1993

### Autres Participations
- 1979, Flush : Flush (CBS)
- 1982, Jean Jacques Goldman : Jean-Jacques Goldman (Minoritaire) (CBS)
- 1984, Jean Jacques Goldman : Non homologué (CBS)
- 1985, Stevie : Gypsy (CBS)
- 1986, Stevie : Cœur en guenilles (CBS)
- 1986, Olivier Lorquin : Drôle de route (CBS)
- 1986, Le routard : Suslian (CBS)
- 1988, Bernie Bonvoisin : En avoir ou pas
- 1988, Jakie Quartz : Émotion au pluriel (CBS)
- 1991, Thibault Abrial : Furioso
- 1992, Caroline Legrand : A fleur de peau
- 1993, Christophe Aubert : Rêve d'un rêve
- 1994, Florent Pagny : Rester vrai
- 1995, Touch ! : Marche avec moi
- 1996, Fred Blondin : J'voudrais voir les îles
- 1997, Marc Tanglish : Illégal
- 1998, Marie Stanger : Jérusalem
- 1999, Fred Blondin : L'amour libre
- 1999, Pat O'May : Breizh - Amérika
- 1999, Yann Armellino : 2
- 2000, Michel Eyan : Album 2000
- 2000, Patrick Fiori : Chrysalide
- 2001, Ange : Cunilaire lingus
- 2001, Daniel Boro : Rock in Bassecour
- 2002, Boxer : Carton rouge
- 2002, Compilation XIII bis Records : Heroes
- 2003, Fred Blondin : Mordre la poussière
- 2004, Takfarinas : Honneur aux dames
- 2006, Mai ak affair : Rêves Capitonnés
- 2006, Fabienne Shine & The Planets
- 2006, Isy Aston : Zone de Turbulence
- 2007, P-Troll : Butcher Twister - Louise
- 2007, Philippe Glorioso : Phil la Migraine
- 2008, Xavier Crochet : To take a car
- 2008, Shakin' Street : 6 feet under
- 2008, Axel : Colors
- 2009, Big Benl : Big Ben
- 2009, Funk A Tearl : Live
- 2009, RCPl : Raze City Plage, Muscles
- 2010, A.Project : Blues on the Run
- 2010, Bridjets : Bridjets
- 2011, Leo et les 44
- 2011, Greg Zlap : Road Movie
- 2011, Omar & Co
- 2012, Eric Thievon : Travel to the roots
- 2012, Satisfaction
- 2012, Stéphane Gasnier
- 2012, Migaso & I Briganti : Luminescenza
- 2013, Yria
- 2013, Fred Blondin : Tiroir Songs
- 2013, Arielle Dombasle : By Era (Eric Levi)
- 2013, Takfarinas : Thilili
- 2014, Clara
- 2015, Republic of Rock N Roll : Veggies can kill / Cyber Killer
- 2016, Heroes : United Artist Against Terrorism
- 2016, Jeanne Lorian
- 2016, Benvenuti
- 2017, Mat Ninat fusion
- 2017, Voiture (Jack's Road)
- 2018, Fabienne Shine "Don’t Tell Me How To Shake It"
- 2018, TakFarinas
- 2018, Aldebert: Super Mamie
- 2019, United Guitar «Volume 1»
- 2020, Tak Farinas «La Kabylie»
- 2021, Gwenael Barre - Single «Est-il temps ?»
- 2022, Jean Charles Guichen single «Le Cercle»
- 2022, Philippe Glorioso - Single «Twinny»